# 国务院水土保持委员会
国务院水土保持委员会是中华人民共和国国务院设立的一个议事协调机构。

## 历史
1957年7月25日，国务院颁布《中华人民共和国水土保持暂行纲要》，决定成立国务院水土保持委员会，主任陈正人（中共中央农村工作部副部长，国务院农林办公室副主任），副主任兼秘書長何基灃（水利部副部长兼）。办公室设在水利部，办公室主任为水利部农水局局长屈健。各省由分管副省长负责的省级水土保持委员会，各地、市、县也成立对应的水土保持委员会。1961年机构改革撤销国务院水土保持委员会，但当年又恢复设立国务院水土保持委员会。1964年3月1日，国务院水土保持委员会颁布实施《关于水土保持设施管理养护办法(草案)》，迄今有效。文革初，国务院水土保持委员会无形消亡。
1963年4月18日国务院发布《关于黄河中游地区水土保持工作的决定》。1964年8月根据谭震林副总理的批示精神，黄河中游水土保持委员会在西安正式成立。1969年9月20日根据国务院通知要求撤销黄河中游水土保持委员会。1980年5月19日重建黄河中游水土保持委员会。黄河中游水土保持委员会主任委员由陕西省省长担任，副主任委员由国家计委副主任、水利部副部长兼任。担任委员成员单位包括山西、内蒙古、青海、宁夏、河南、陕西、河南的分管副省长(副主席)，以及水利部黄河水利委员会主任、水利部、国家计委、财政部和农业部有关司的负责人。委员会秘书长由黄河水利委员会主任兼任，委员会办公室设在黄河水利委员会黄河上中游管理局，办公室主任由黄河上中游管理局局长兼任。黄河中游水土保持委员会第一次会议1981年11月1日至6日在西安召开。后来，1986年12月1日至5日、1996年2月14日至15日、1997年5月8日、1998年6月15日、2001年6月19日、2003年11月8日、2005年9月13至14日、2007年9月7日分别召开第二、第三、第四、第五、第六、第七、第八、第九次会议。2010年10月召开第十次会议。2012年9月召开第十一次会议。2015年4月24日召开第十二次会议。2018年6月12日召开第十三次会议。
1982年国务院决定成立全国水土保持工作协调小组。1988年国务院撤销全国水土保持工作协调小组，成立全国水资源与水土保持工作领导小组，副总理田纪云兼任组长。1992年领导小组撤销。
1988年，在全国水土保持工作协调小组建议下，国务院批准成立长江上游水土保持委员会。四川省省长任主任委员，国家计委、农业部、林业部、水利部分管负责人担任副主任委员，成员单位包括云南、贵州、四川、甘肃、湖北、重庆、陕西等长江上游7省(直辖市)。办公室设在水利部长江水利委员会。1988年经国务院批准，启动“长江上游水土保持重点防治”（简称“长治”）工程，国家计委和水利部每年各安排七百五十万元水土保持专项经费，财政部从中央掌握的耕地占用税中每年安排三千五百万元，与农业开发相结合，用于水土保持及坡耕地改造，其中一千万元给林业,用于飞播营造水土保持林；以上资金，实行以小流域为单元，按项目管理，专款专用。迄今实施了30多年。